# 下呂市図書館
下呂市図書館（げろしとしょかん）は、岐阜県下呂市にある公共図書館の総称。
条例上の正式名称は下呂市立図書館であるが、公式ウェブサイトなどでは下呂市図書館と表記されることが多い。

## 歴史
2004年（平成16年）3月1日、益田郡下呂町、萩原町、金山町、小坂町、馬瀬村の4町1村が合併して下呂市が発足すると、旧町村の図書館・公民館図書室を統合し、下呂市図書館として発足。旧萩原町の「はぎわら図書館」を下呂市図書館（本館）とし、公民館図書室として「下呂図書室」「金山図書室」「小坂図書室」「馬瀬図書室」を設置。本館1、分室4の体制となる。
2008年（平成20年）、変更が行われる。条例の全面改正により、総称は下呂市図書館から下呂市立図書館に変更。本館（下呂市立はぎわら図書館）、分館（下呂市立下呂図書館・下呂市立金山図書館）、分室（下呂市立小坂図書室、下呂市立馬瀬図書室）の本館1、分館2、分室2の体制になる。

## 施設

### 下呂市立はぎわら図書館
萩原地区にある下呂市図書館の本館である。下呂市星雲会館（下呂市萩原町萩原1166番地8）の3階にある。
- 図書館部分の延床面積は266m2[6]。2020年度（令和2年度）時点の総蔵書数は59,027冊である[2]。
- 旧・萩原町の図書館（図書室）は、1974年（昭和49年）8月1日、益田福祉会館（現・星雲会館）3階に「はぎわら図書館」として開館したのが始まりである[7]。

#### 利用案内
- 開館時間：9:30 - 18:00[3]
- 休館日：月曜日、毎月第3日曜日、資料整理日（毎月最終金曜日。その日が祝日の場合はその前日）、年末年始（12月29日 - 1月3日）[3][8]
- 貸出
  - 貸出点数：1人10点まで[8]
  - 貸出期間：14日間（雑誌、参考図書、コミック、CD、DVDは7日間）[8]

#### 交通アクセス
- JR東海高山本線飛騨萩原駅下車、徒歩約15分。
- げろバス川西北線「星雲会館前」バス停より徒歩約2分。

#### 周辺施設
- 下呂警察署
- 下呂市立萩原小学校
- 岐阜県立益田清風高等学校

### 下呂市立下呂図書館

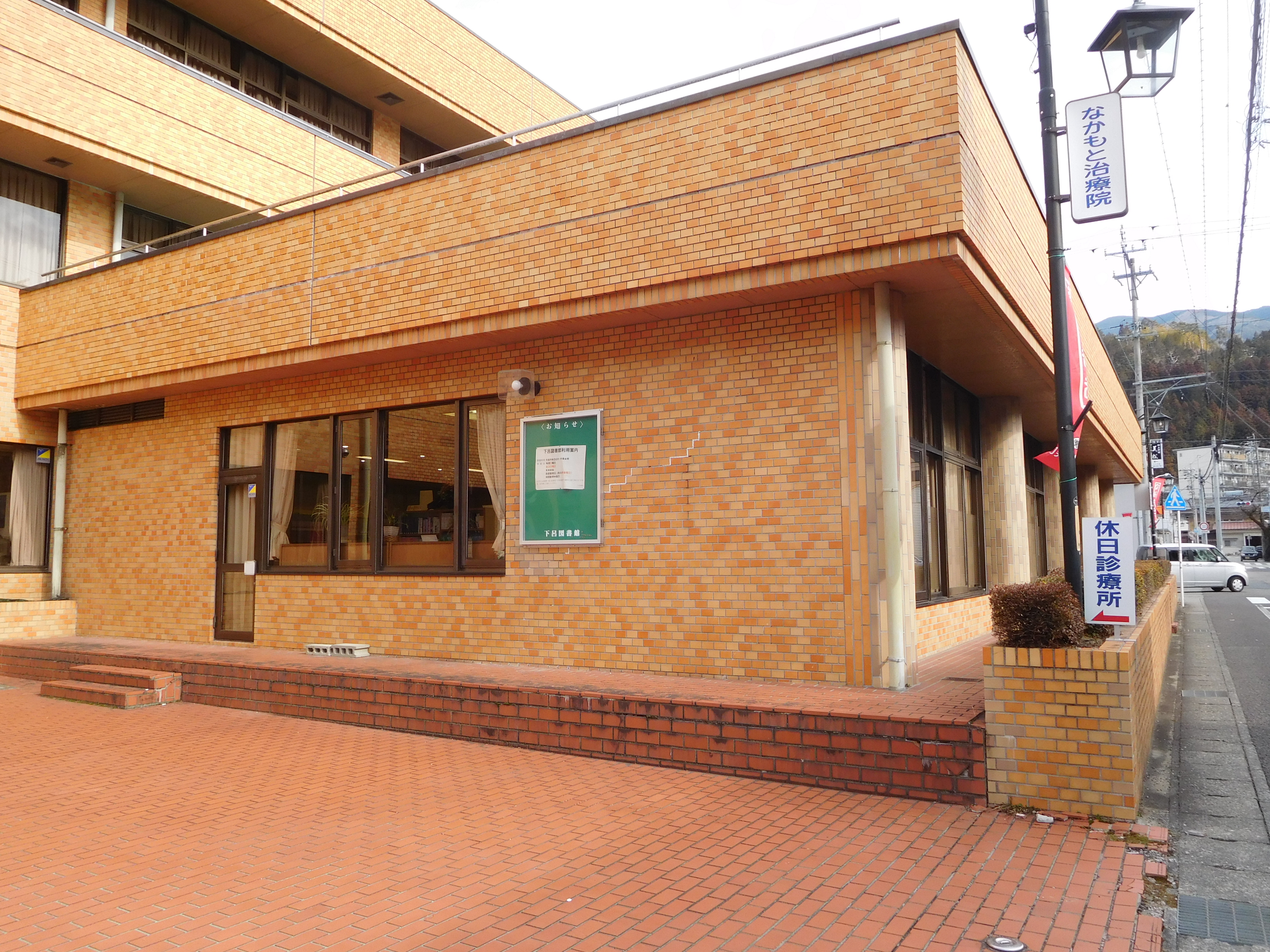
下呂市民会館の下呂図書館部分

下呂地区にある下呂市図書館の分館である。下呂市下呂市民会館（岐阜県下呂市森801-10）の1階にある。
- 図書館部分の延床面積は322m2[6]。2020年度（令和2年度）時点の総蔵書数は32,281冊である[2]。
- 旧・下呂町の図書館（図書室）は、1982年（昭和57年）7月15日、下呂町民会館（現・下呂市民会館）に「下呂町公民館図書室」として設置されたのが始まりである[7]。2008年（平成20年）に分館の下呂市立下呂図書館となる。

#### 利用案内
- 開館時間：9:30 - 18:00[3]
- 休館日：月曜日、毎月第3日曜日、資料整理日（毎月最終金曜日。その日が祝日の場合はその前日）、年末年始（12月29日 - 1月3日）[3][8]
- 貸出
  - 貸出点数：1人10点まで[8]
  - 貸出期間：14日間（雑誌、参考図書、コミック、CD、DVDは7日間）[8]

### 下呂市立金山図書館

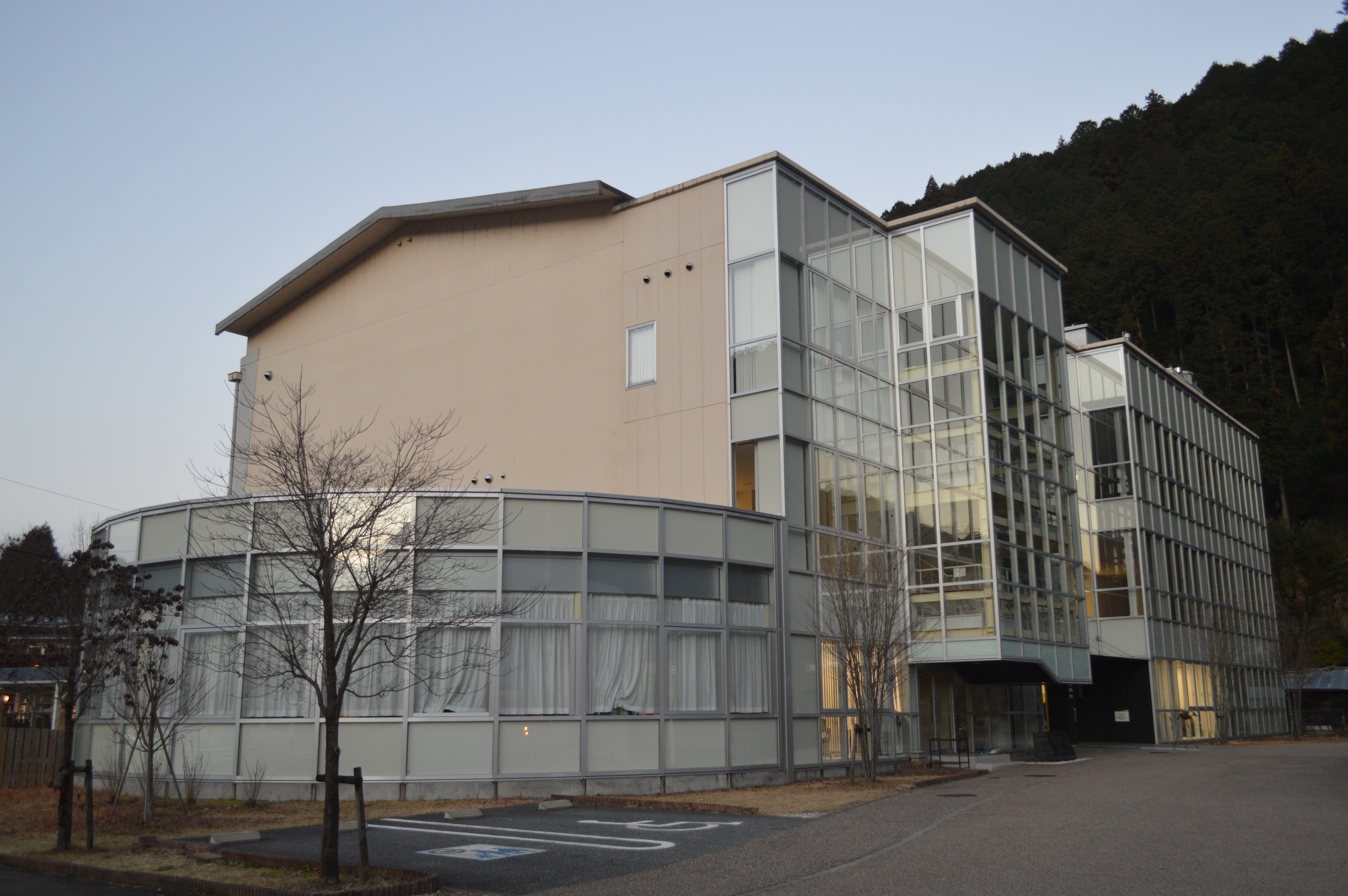
金山図書館が入る下呂市金山市民会館

金山地区にある下呂市図書館の分館である。下呂市金山市民会館（岐阜県下呂市金山町金山2294）の1階にある。
- 図書館部分の延床面積は218m2[6]。2020年度（令和2年度）時点の総蔵書数は25,798冊である[2]。
- 旧・金山町の図書館（図書室）は、1974年（昭和49年）10月9日、金山町民会館に「金山町町民館図書室」として設置されたのが始まりである[7]。下呂市発足後、金山市民会館（旧・金山町民会館）の耐震補強と増築が行われ、2008年（平成20年）に金山市民会館1階に移転し[7]、分館の下呂市立金山図書館となる。

#### 利用案内
- 開館時間：9:30 - 18:00[3]
- 休館日：月曜日、毎月第3日曜日、資料整理日（毎月最終金曜日。その日が祝日の場合はその前日）、年末年始（12月29日 - 1月3日）[3][8]
- 貸出
  - 貸出点数：1人10点まで[8]
  - 貸出期間：14日間（雑誌、参考図書、コミック、CD、DVDは7日間）[8]

### 下呂市立小坂図書室

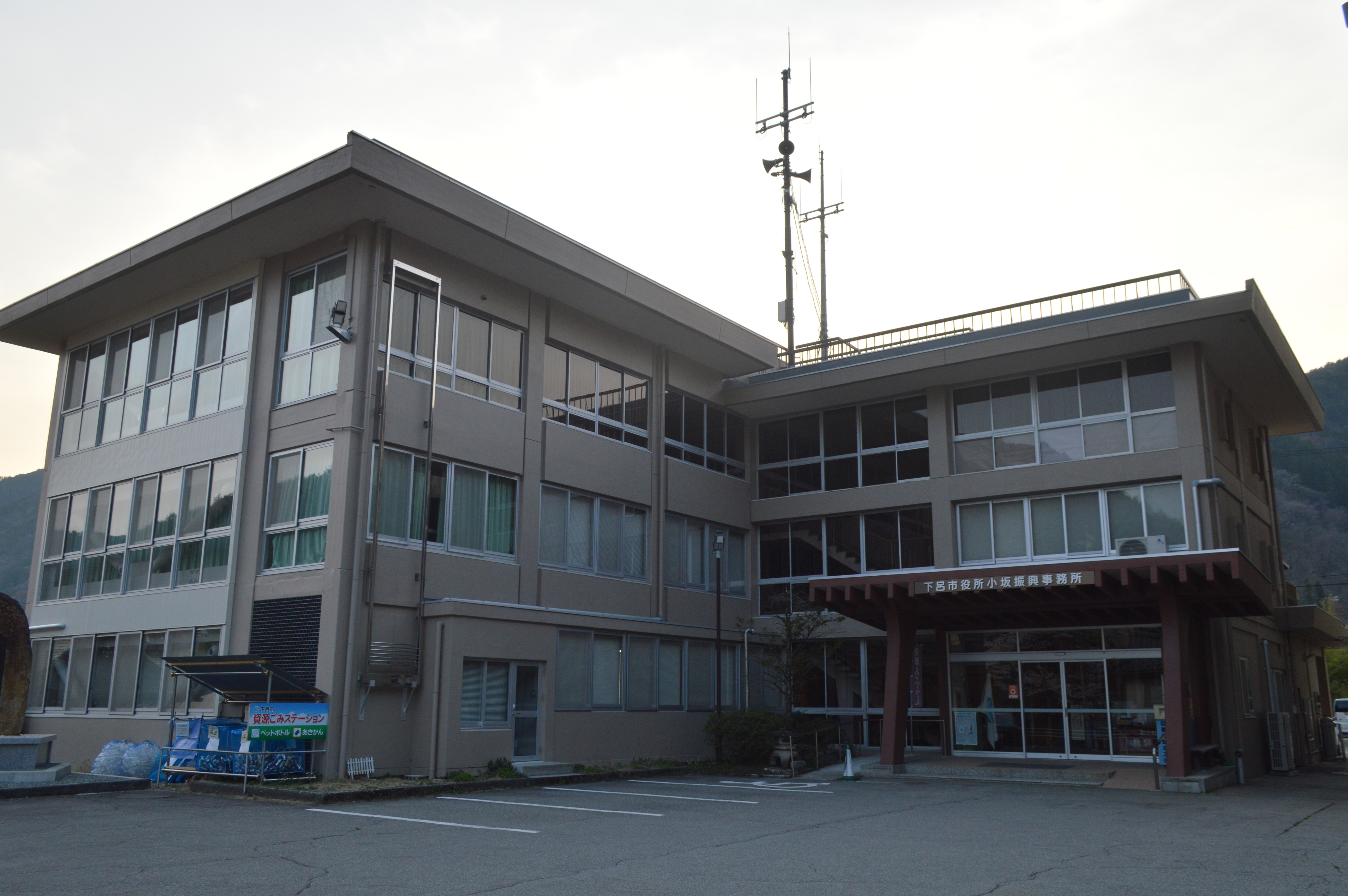
小坂図書室が入る下呂市小坂振興事務所

小坂地区にある下呂市図書館の分室である。小坂振興事務所（岐阜県下呂市小坂町小坂町815-5）の2階にある。
- 旧・小坂町の図書館（図書室）は、1972年（昭和47年）8月10日、小坂山村開発センターに「小坂町公民館図書室」として設置されたのが始まりである[7]。下呂市発足後、2006年（平成18年）10月に小坂振興事務所2階に移転した[7]。

#### 利用案内
- 開館時間：9:30 - 17:00[8]
- 休館日：土・日曜日、祝日、年末年始、特別整理休館日[8]
- 貸出
  - 貸出点数：1人10点まで[8]
  - 貸出期間：14日間（雑誌、参考図書、コミック、CD、DVDは7日間）[8]

### 下呂市立馬瀬図書室
馬瀬地区にある下呂市図書館の分室である。馬瀬中央公民館（岐阜県下呂市馬瀬名丸406番地）内にある。馬瀬中央公民館の耐震補強工事ののため2017年（平成29年）6月1日より休室となっており、月に1回（3月から10月は月2回）で馬瀬地区に移動図書館が巡回する。
- 旧・馬瀬村の図書館（図書室）は、1978年（昭和53年）7月13日、馬瀬中央公民館に「馬瀬村公民館図書室」として設置されたのが始まりである[7]。